# Goolgowi
Goolgowi – miasto w Australii, w stanie Nowa Południowa Walia.